# Ellen Hørup

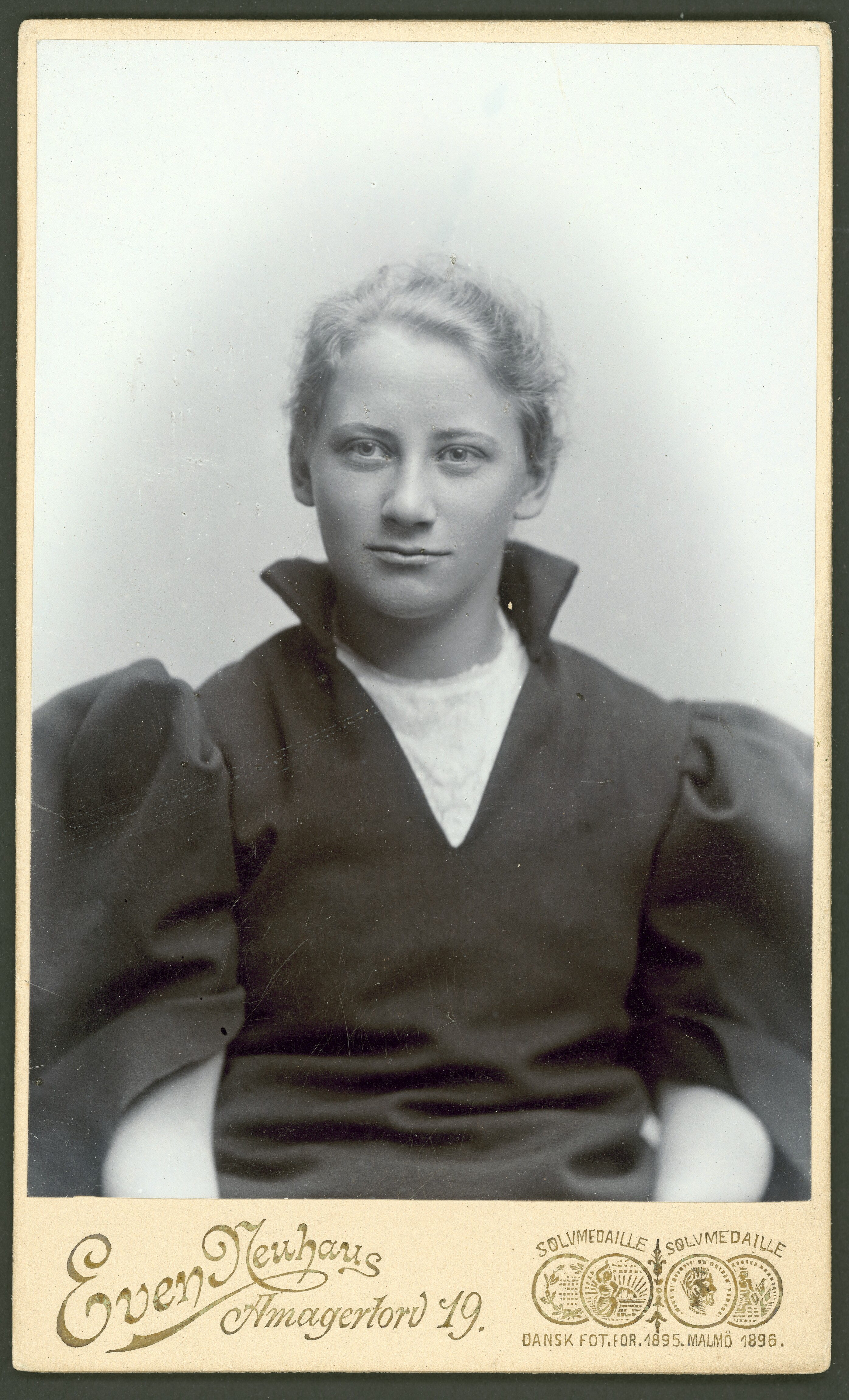
Ellen Hørup, ca. 1895

Ellen Gunhilde Hørup (* 29. Dezember 1871 in Kopenhagen; † 25. März 1953 in Frederiksberg) war eine dänische Journalistin, Schriftstellerin und Aktivistin für Frieden und Frauenrechte. Sie gilt als eine der bedeutendsten Vorkämpferinnen für internationale Verständigung und soziale Gerechtigkeit in Dänemark.

## Leben

### Familie
Ellen Hørup wurde als Tochter des linken Politikers und Journalisten Viggo Hørup (1841–1902) und der Vize-Schulinspektorin Emma Holmsted (1836–1923) geboren. Ihr Vater war einer der Gründer der Zeitung Politiken im Jahr 1884 und ein bekannter Pazifist und Politiker. Sie wuchs in einem politisch engagierten und für die damalige Zeit radikalen Haushalt auf.

### Ausbildung und frühe Jahre
Ellen Hørup absolvierte 1890 ihr Abitur als Privatschülerin und studierte anschließend Zahnmedizin in Kopenhagen und Paris. Sie schloss ihre Ausbildung 1893 in Dänemark und 1894 in Frankreich ab, praktizierte jedoch nie als Zahnärztin. 1896 heiratete sie den Rechtsanwalt Vilhelm Nielsen, der später eine führende Position bei der Zeitung Politiken einnahm. Nach dem Tod ihrer Mutter 1923 erbte sie Aktienanteile an der Zeitung, die ihr Vater mitbegründet hatte, was ihr finanzielle Unabhängigkeit verschaffte. Daraufhin ließ sie sich scheiden und zog nach Rom.

### Frühe Aktivitäten und emanzipatorischer Lebensstil
Ellen Hørup war bereits in jungen Jahren für ihren emanzipatorischen Lebensstil bekannt. Sie soll die erste Frau in Dänemark gewesen sein, die Rudern und Rennradfahren betrieb, was für die damalige Zeit unüblich war. Zeitgenossinnen beschrieben sie als „die weiblichste junge Frau, die man sich vorstellen konnte. Mit dem süßesten, mildesten Lächeln. Wir wussten nichts anderes über sie, als dass sie auf der Landstraße Fahrrad gefahren war und Zigaretten rauchte, wenn es ihr passte.“
In ihren frühen Vierzigern begann sie als Übersetzerin zu arbeiten und übertrug unter anderem Hans Christian Andersens Märchen ins Italienische. Um 1912 veröffentlichte sie ihre ersten Artikel in der Zeitschrift Tilskueren.

### Journalistische Laufbahn
Ab 1927 wurde Ellen Hørup eine der produktivsten Kolumnistinnen der Zeitung Politiken, für die sie insgesamt 183 Kolumnen schrieb. Ihre letzte Kolumne erschien nur eineinhalb Monate vor ihrem Tod. Sie charakterisierte sich selbst mit den Worten: „Ich habe nie über andere geschrieben als über diejenigen, die keine Rechte haben!“
Von 1933 bis 1949 war sie Mitglied des Vorstands von Politiken. Ihre journalistische Arbeit konzentrierte sich auf die Verteidigung der Rechte von Benachteiligten, Unterdrückten und Machtlosen.

### Engagement für Frieden und internationale Verständigung

#### Verbindung zu Mahatma Gandhi
Ellen Hørup entwickelte eine tiefe Bewunderung für Mahatma Gandhi und seine Philosophie des gewaltlosen Widerstands. 1930 gründete sie die Organisation Indiens Venner (Freunde Indiens) zusammen mit einer gleichnamigen Zeitschrift. 1932 rief sie das International Committee for India ins Leben und organisierte mehrere internationale Konferenzen in Genf zur Unterstützung der indischen Unabhängigkeitsbewegung. 1931 veröffentlichte sie das Buch Gandhis Indien, das ihre Eindrücke aus Indien und eine dokumentierte Kritik an der britischen Kolonialpolitik enthielt.

#### Völkerbund und Antimilitarismus
Nach dem Ersten Weltkrieg setzte Hørup ihre Hoffnungen auf den Völkerbund und zog 1932 nach Genf. Die Machtlosigkeit des Völkerbundes gegenüber dem aufkommenden Nationalsozialismus und Faschismus enttäuschte sie jedoch zutiefst. In den 1930er Jahren führte sie einen unermüdlichen Kampf gegen Militarismus und Krieg.

### Engagement für Kinderrechte
Ellen Hørup setzte sich leidenschaftlich für die Rechte vernachlässigter Kinder ein. Sie unterstützte die Gründung einer Ferienkolonie für vernachlässigte Kinder aus Kopenhagen und war deren Vorsitzende. Nach dem Zweiten Weltkrieg kritisierte sie scharf das dänische Kinderfürsorgesystem und gründete ein eigenes Kinderheim.

### Späte Jahre und Tod
In ihren letzten Lebensjahren erlebte Ellen Hørup die Freude über Indiens Unabhängigkeit 1947. Kurz vor ihrem Tod gründete sie 1953 zusammen mit anderen Kleinaktionären den Ellen Hørups Fond, um die fortgesetzt liberale Orientierung der Zeitung Politiken zu sichern.
Ellen Hørup starb am 25. März 1953 in Frederiksberg im Alter von 81 Jahren. Sie blieb bis zu ihrem Tod eine kompromisslose Vorkämpferin für Frieden, soziale Gerechtigkeit und die Rechte der Unterdrückten.

## Schriftstellerische Werke
Ellen Hørup verfasste mehrere Bücher, die ihre politischen und sozialen Überzeugungen widerspiegelten:
- Gandhis Indien (1931) – Eine Darstellung ihrer Eindrücke aus Indien mit einer dokumentierten Kritik an der britischen Kolonialpolitik
- Magtens Vej (Der Weg der Macht, 1936)
- Politik og Krig (Politik und Krieg, 1937)
- Hvorfor får vi Krig? (Warum bekommen wir Krieg?, 1938)
- Hvordan Freden reddes (Wie der Frieden gerettet wird, 1939)
- Der er kun én Krig (Es gibt nur einen Krieg, 1946)
- Kapitalisme, kommunisme og krig (Kapitalismus, Kommunismus und Krieg, 1949)